# Elivélton
Elivélton Alves Rufino (vzdevek Elivélton), brazilski nogometaš, * 31. julij 1971, Serrania, Brazilija.
Za brazilsko reprezentanco je odigral 13 uradnih tekem in dosegel en gol.